# 塔貝爾號驅逐艦 (DD-142)
塔貝爾號驅逐艦（舷號DD-142）是一艘美國海軍建造的驅逐艦，為維克斯級驅逐艦的68號艦。她是美軍第一艘以塔貝爾為名的軍艦，以紀念1812年戰爭時期的海軍軍官約瑟·塔貝爾（Joseph Tarbell）。
塔貝爾號在1917年於克雷普父子造船廠開始建造，在1918年下水服役，其時第一次世界大戰已經結束。稍後塔貝爾號分別在東太平洋及遠東亞洲艦隊執勤，並在1922年退役封存。1930年塔貝爾號重返現役，在太平洋及大西洋之間作訓練用途，於1936年再次退役。第二次世界大戰爆發後，塔貝爾號重新服役，負責商船護航。1944年塔貝爾號改為靶艦，以訓練海軍飛行員。戰爭結束前夕，塔貝爾號返退役除籍，並在1945年出售拆解。